# Rio São Lourenço (litoral de São Paulo)
Rio São Lourenço é um rio brasileiro do estado de São Paulo.
Nasce próximo ao litoral na localização geográfica latitude: 24º07'53" Sul e longitude: 48º18'463" Oeste, da junção do rio São Lourencinho e o Ribeirão Pedreado próximo ao município de Pedro de Toledo e deságua no rio Juquiá  em Juquitiba que se junta e passa para barragem cacheira do França e que vai seguindo seu curso passando pelo parque estadual do Jurupará em Ibiúna e que passa pela barragem da fumaça e segue até Juquiá na localização geográfica latitude: 24º18'46" Sul e longitude: 47º36'54" Oeste, um percurso paralelo com a BR-116 de cerca de 42 quilômetros. Em alguns trechos apresenta corredeiras propícias à prática do Rafting.